# Bisdom Virac
Het bisdom Virac (Latijn: Dioecesis Viracensis) is een rooms-katholiek bisdom met als zetel Virac, op de Filipijnen. Het bisdom is suffragaan aan het aartsbisdom Caceres. 

## Geschiedenis
Het bisdom werd opgericht op 27 mei 1974, uit delen van het bisdom Legazpi. 

## Parochies
Het bisdom had in 2022 een oppervlakte van 1.512 km2 en telde 277.350 inwoners waarvan 95,0% rooms-katholiek was.

## Bisschoppen
- José Crisologo Sorra (27 mei 1974 - 1 maart 1993)
- Manolo Alarcon de los Santos (12 augustus 1994 - 29 februari 2024)
- Luisito Audal Occiano (29 februari 2024 - heden)

## Galerij van afbeeldingen

Wapen van het bisdom

Caceres (aartsbisdom) · Daet · Legazpi · Libmanan · Masbate · Sorsogon · Virac